# グリゴリー・ゲルシューニ
グリゴリー・アンドレーエヴィチ・ゲルシューニ（ゲルシュニ、ロシア語: Григорий Андреевич Гершуни, ラテン文字転写: Grigorii Andreievich Gershuni, 1870年9月29日（ユリウス暦9月17日） - 1908年5月29日（ユリウス暦5月16日））は、ロシア帝国の革命家。社会革命党（エスエル）創設者の一人。

## 生涯

### 生い立ちと初期の経歴
1870年、当時、ロシア帝国領だったリトアニアのカウナスで、ユダヤ人の家庭に生まれた。3歳のとき、一家はシャウレイに移る。15歳で叔父の下で薬剤師の見習いとなり、同時に居留地（ユダヤ人居留地Pale of Settlement）の外を含むロシア中を旅行する。1895年キエフ大学で薬学を学び始める。同時に学生運動、社会主義運動にも関与し、短期間ではあるが逮捕されている。1897年大学を卒業後、ミンスクで化学・細菌学研究所を開く。1898年両親をポグロムで失う。

### 革命家
ゲルシューニは、社会主義者となり、ロシア政治解放労働者党創設メンバーとなった。この結党は、1900年のオフラナによる逮捕につながる。1901年釈放後、エカテリーナ・ブレシコ＝ブレシコフスカヤ、ヴィクトル・チェルノフ、アレクサンドル・ケレンスキー、エヴノ・アゼフらと社会革命党を結成した。ゲルシューニは同志達と社会革命党の基礎を築くとともにテロ路線を支持し、1902年社会革命党戦闘団を創設し、同年4月のドミトリー・シピャーギン内相の暗殺、1903年5月のN・M・ボグダノヴィチウファ県知事の暗殺計画を立案し実行した。1902年7月には当時ハリコフ県知事のイワン・オボレンスキー公の暗殺を計画したが、未遂に終わった。
ゲルシューニは、同志であるアゼフがオフラナのスパイであることを知らなかった。1903年5月、アゼフの密告によってキエフで逮捕された。1904年2月、ペテルスブルク軍事法廷は、ゲルシューニに死刑判決を下すが、皇帝ニコライ2世の恩赦によって終身刑に減刑された。「追放囚人政治犯」としてシュリッセリブルク要塞で刑に服し、1906年東シベリアのアカトゥイ・カトルガ刑務所に移るが、同刑務所をザウワークラウトの樽に隠れて脱獄することに成功した。脱獄後、中国に亡命する。
中国から日本、アメリカ合衆国に渡り、米国ではサンフランシスコからニューヨークまで旅をし、社会革命党支持者の大会で演説している。また、シカゴでは社会事業家、平和運動家のジェーン・アダムズに会っている。1907年2月、ヨーロッパに戻り、第二回社会革命党臨時党大会に参加している。党大会では、ツァーリズムを攻撃し、テロ路線を支持するとともに、当局のスパイ容疑からアゼフを弁護した。1908年に結核のためスイスで死去した。